# 구종욱

## 클럽 경력
구종욱은 마산공업고등학교와 광주대학교를 거쳐 2019년 K3리그의 울산 시민축구단에서 성인 무대에 데뷔하였다.  
이후 6시즌 동안 울산 시민에서 활약하며 K3리그 2023시즌 도움왕, 베스트 11 수상, 2024시즌 베스트 11 수상 등 주요 개인 수상 경력을 쌓았다.  
2025년 1월, 천안 시티 FC에 입단하며 K리그2 무대에 데뷔하였다.

## 데뷔 및 활약
2025시즌 K리그2 개막전을 통해 프로 데뷔전을 치렀으며, 4월 화성 FC와의 경기에서 데뷔골을 기록했다.  
2025년 6월 기준으로 리그 14경기에 출전해 1골을 기록 중이다.

## 특징
빠른 드리블과 공격적인 전개가 강점인 미드필더로 평가받는다.  
인터뷰를 통해 "드리블과 공격적인 플레이를 잘한다"고 직접 밝히기도 했다.

## 통계
- 2025 시즌 K리그2: 14경기 출전, 1골 (2025년 6월 기준)

## 참고 자료
- 천안 시티 FC 공식 발표 – 구종욱 선수 영입
- 골닷컴 – K3리그 베스트 11 수상 관련 기사
- 스포츠G – 프로 데뷔골 관련 보도
- Sofascore – 시즌별 경기 기록